# Байноу, Хильда
Дама Хильда Луиза Байноу (англ. Dame Hilda Louisa Bynoe; 18 ноября 1921, Крочу, Гренада, колония Подветренные острова, Великобритания — 6 апреля 2013, Тринидад и Тобаго) — государственный деятель Гренады, губернатор Гренады (1968—1972).

## Биография
Родилась в семье директора сельской школы. Сначала работала в школе, затем окончила университет при Королевском госпитале в Лондоне. В 1951 г. — Лондонскую медицинскую женскую школу. Работала врачом и администратором больницы, большую часть жизни работала на Тринидаде и Тобаго.
- 1968—1972 гг. — губернатор Гренады, первая женщина, назначенная на этот пост в Содружестве наций,
- 1969 г. — королева Елизавета Вторая возвела её в достоинство Дамы,
- 1974 г. — после демонстраций с требованием её отставки и аналогичного обращения премьер-министра Эрика Гейри к королеве возвращается на Тринидад и продолжает свою медицинскую и общественную деятельность.

В 1990 г. — вышла на пенсию, возглавляла несколько общественных организаций, в том числе, Карибский колледж семейных врачей, мемориальный фонд Джона Хейза, Ассоциацию карибских женщин.